# Alexandre-César d’Anterroches
Alexandre-César d’Anterroches (* 23. März 1719 in Murat; † 28. Januar 1793 in London) war ein französischer römisch-katholischer Geistlicher und letzter Bischof von Condom.

## Leben
Er war zunächst Kanoniker in Brioude und Generalvikar im Erzbistum Cambrai. Nach der Ernennung zum Bischof von Condom und der Präkonisation spendete ihm am 5. Juni 1763 der Erzbischof von Cambrai Charles de Saint-Albin die Bischofsweihe; Mitkonsekratoren waren Jean de Bonneguise, Bischof von Arras, und Albert-Simon-François d’Aigneville de Millancourt, Weihbischof in Cambrai.
Im Zuge der Französischen Revolution emigrierte d’Anterroches 1789 zunächst in die Niederlande und 1791, nach der Aufhebung des Bistums Condom, nach London. Dort starb er zwei Jahre später.